# Canatlán
Canatlán é um dos 39 municípios de Durango, no noroeste do México. A sede municipal situa-se em "Ciudad Canatlán". O município ocupa uma área de 4686,1 km ².
Em 2005, o município tinha uma população total de 29.354.